# كالفين كوليدج
جون كالفن كوليدج الابن (بالإنجليزية: Calvin Coolidge) (4 يوليو 1872 - 5 يناير 1933) هو سياسي أمريكي وكان الرئيس الثلاثين للولايات المتحدة (1923-1929). كوليدج هو محامي جمهوري من ولاية فيرمونت، وشقَّ طريقه على سلم السياسة في ماساتشوستس، وأصبح في النهاية حاكما عليها. واجتذب اهتمام الناس على طول البلاد بعد تعامله مع إضراب شرطة بوسطن في عام 1919 فنال الشهرة بكونه رجلًا ذا قرارات حاسمة. انتخب كوليدج ليكون نائب الرئيس التاسع والعشرين في انتخابات عام 1920، وتولّى الرئاسة بعد وفاة وارن جي. هاردينغ المفاجئة في عام 1923. انتخب للرئاسة في عام 1924، واكتسب سمعة بين الشعب كمحافظ ونصير للحكومة الصغيرة، كما عرف بكونه رجلًا قليل الكلام، وعرف بحس فكاهته الجاف.
أعاد كوليدج ثقة الجمهور في البيت الأبيض بعد فضائح إدارة سلفه، وترك منصبه وهو يحظى بشعبية كبيرة.  وكما كتب عنه كاتب سيرته: «جسد روح وآمال الطبقة الوسطى، وأمكنه تفسير رغباتهم والتعبير عن آرائهم، وأهم دليل على قوته السياسية هو أنه كان يمثل ذكاء المواطن العادي».  تقاعد كوليدج عن السياسة، وتوفي في سن الستين في يناير 1933، أي قبل أقل من شهرين من ترك خلفه المباشر هربرت هوفر للمنصب.
شهدت سمعته نهضة جديدة خلال إدارة رونالد ريغان، إلا أن التقييمات الحديثة لرئاسة كوليدج منقسمة بين المؤرخين. حيث أثنى عليه أنصار الحكومة الصغيرة واقتصاد عدم التدخل، في حين ينظر إليه أنصار الحكومة المركزية النشطة بشكل عام بشكل أقل إيجابية، في حين يشيد الجانبان بدعمه الثابت للمساواة العرقية. 

## تاريخ الميلاد والأسرة
ولد جون كالفين كوليدج الثاني في بلدة بلايموث في ولاية فيرمونت في 4 يوليو 1872 وهو الرئيس الوحيد الذي ولد في عيد الاستقلال الأمريكي. كوليدج كان الأكبر من بين طفلين في أسرته التي تأصلت من نيو إنجلاند. سلف كوليدج الذي كان اسمه جون كوليدج هاجر هن إنجلترا تقريبا عام 1630 واستوطن في مستعمرة ماساتشوستس. معظم أسلافه كانوا مزارعين لكن بعضهم كانوا مهنيين وسياسيين مثلا معمار تشارلز أليرتون كوليدج ودبلوماسي ارشيبالد كاري كوليدج والسيناتور آرثر براون والناشطة السياسية أولمبيا براون. والده كان مزارع وعمل كمدرس وكان عدالة للسلام لفترة. والدته عانت من مرض ما ربما كان درن وماتت في 1885.

## مسيرته المبكرة والزواج

### التعليم ومهنة المحاماة
التحق كوليدج بأكاديمية بلاك ريفر، ثم أكاديمية القديس جونسبوري، قبل أن يسجل في كلية أمهيرست، حيث برز بين زملائه في حصص المناقشة. في سنته الأخيرة، التحق كوليدج بأخوية فاي غاما ديلتا وتخرج بامتياز. بينما كان كوليدج في كلية أمهيرست، تأثر جوهريًا ببروفيسور مادة الفلسفة تشارلز إدوارد غارمان، وهو متصوف كنسي اعتنق مذهب الهيغلية الحديثة.

شرح كوليدج أخلاقيات غارمان بعد مرور أربعين سنة:
هناك معيار للاستقامة مفاده أن القوة قد لا تؤدي إلى عمل الصواب، والنهاية لا تبرر الوسيلة، والنفعية -بصفتها مبدأ عمليًا- مقيدة بالفشل. الأمل الوحيد لإتقان وإتمام العلاقات بين البشر هو الامتثال لقانون الخدمة، والذي لا يدفع الناس إلى الاكتراث بما سيحصلون عليه مقارنة بما سيمنحونه. لكن في المقابل، يستحق الناس المكافأة على عملهم. ما يكسبونه ملكٌ لهم، سواءً كان هذا المكسب صغيرًا أم كبيرًا. لكنّ حياز الملكية يترافق مع وجوب استخدام تلك الملكية لتقديم خدمات أكبر...
عقب تخرج كوليدج، وبناءً على إلحاح والده، انتقل إلى نورثامبتون في ماساتشوستس ليصبح محاميًا. ولتجنب دفع تكاليف الالتحاق بكلية الحقوق، اتبع كوليدج الممارسة الشائعة والمتمثلة بالعمل بصفته متدربًا ضمن شركة محاماة محلية، وهي شركة هاموند آند فيلد، وتعلّم الحقوق والقانون ضمن الشركة. كان جون سي. هاموند وهنري بي. فيلد خريجين من كلية أمهيرست، وعرّفا كوليدج على مهنة المحاماة في عاصمة مركز مقاطعة هامبشر في ماساتشوستس. في عام 1897، قُبل كوليدج في نقابة محامي ماساتشوستس، وأصبح محامياً بلديًا (منصب في أميريكا يشير إلى المحامي الذي يعيش ويعمل في مناطق ريفية). ادخر كوليدج بعض المال، وبالإضافة إلى التركة المتواضعة التي ورثها عن جده، استطاع افتتاح مكتب محاماة خاصًا في نورثامبتون عام 1898. مارس كوليدج المحاماة التجارية، مقتنعًا بأنه يقدم أفضل الخدمات لعملائه بعيدًا عن المحكمة. وبينما ازدهرت سمعته باعتباره محاميًا مجتهدًا ومثابرًا، بدأت المصارف المحلية والشركات التجارية الأخرى بطلب خدماته.

### الزواج والعائلة
في عام 1903، التقى كوليدج بغريس آنا غودهيو، وهي خريجة جامعة فيرمونت ومعلمة في مدرسة كلارك للصم في نورثامبتون. تزوجا في الرابع من شهر أكتوبر عام 1905 وفي الساعة الثانية والنصف ظهرًا، وأقاما احتفالية بسيطة في ردهة منزل عائلة غريس. قضى الزوجان شهر عسلهما في مونتريال، وخططا في البداية للإقامة أسبوعين هناك، لكنهما بقيا أسبوعًا واحداً فقط بناءً على طلب كوليدج. بعد مرور 25 عامًا على زواجهما، كتب كوليدج عن غريس: «لربع قرن تقريبًا، تحملت غريس عيوبي بينما استمتعت بنعمها».
حظيت العائلة بطفلين، جون (الذي وُلد في 7 سبتمبر عام 1906 – توفي في 31 مايو عام 2000) وكالفن جونيور (وُلد في 13 أبريل عام 1908 – توفي في 7 يوليو عام 1924). توفي كالفن جونيور في عمر الـ 16 جراء إصابته بإنتان الدم. في الثلاثين من شهر يونيو عام 1924، لعب كالفن جونيور التنس مع شقيقه في ملاعب البيت الأبيض للتنس دون ارتداء الجوارب، ما أدى إلى إصابة كوليدج جونيور بتقرح في أحد أصابعه. تعفن التقرح لاحقًا وأدى إلى إصابة كوليدج جونيور بإنتان دموي، ما تسبب بوفاته بعد نحو أسبوع على الحادثة.

## روابط خارجية
- كالفين كوليدج على موقع IMDb (الإنجليزية)
- كالفين كوليدج على موقع الموسوعة البريطانية (الإنجليزية)
- كالفين كوليدج على موقع ألو سيني (الفرنسية)
- كالفين كوليدج على موقع ميوزك برينز (الإنجليزية)
- كالفين كوليدج على موقع قاعدة بيانات الأفلام السويدية (السويدية)
- كالفين كوليدج على موقع إن إن دي بي (الإنجليزية)
- كالفين كوليدج على موقع ديسكوغز (الإنجليزية)
- كالفين كوليدج على موقع قاعدة بيانات الفيلم (الإنجليزية)
- كالفين كوليدج على موقع كينوبويسك (الروسية)